# 蒂圖·庫西·尤潘基
蒂圖·庫西·尤潘基（1529年—1571年）是印加人第17代薩帕·印卡（皇帝），1563年至1571年在位。其統治地區僅僅在位于比爾卡班巴的新印加王国。
蒂圖·庫西是曼科·印卡的兒子，也是塞里·圖帕克的兄弟。1561年，塞里在庫斯科突然死去。蒂圖宣稱塞里是被西班牙人毒死的，佔據比爾卡班巴，繼續與西班牙人對抗。
在其統治期間，秘魯總督弗朗西斯科·德·托莱多希望與他談判。談判的內容是庫西離開比爾卡班巴並接受王子的待遇和津貼。在談判逐漸升級後，蒂圖大約在1568年接受洗禮，改宗天主教。
蒂圖讓弟弟圖帕克·阿馬魯留在比爾卡班巴，守護曼科·印卡的遺體。1571年，蒂圖突然死去，圖帕克·阿馬魯繼位。蒂圖的兩個親信：曾擔任他書吏長達十餘年的馬丁·德·潘多（Martin de Pando）和奧斯定會修士迭戈·奧爾蒂斯（Diego Ortiz），被認定為毒死蒂圖的兇手，遭到圖帕克·阿馬魯的處決。

## 外部連結
- Castro Tito Cusi Yupanqui, Diego de, . （原始内容存档于2012-07-12）. — 1570
- Jacobs, James Q. Tupac Amaru, The Life, Times, and Execution of the Last Inca （页面存档备份，存于）.

| 統治者頭銜           | 統治者頭銜                                     | 統治者頭銜             |
| -------------------- | ---------------------------------------------- | ---------------------- |
| 前任者： 塞里·圖帕克 | 薩帕·印卡 （比爾卡班巴的統治者） 1563年—1571年 | 繼任者： 圖帕克·阿馬魯 |